# Соха-Кольонія
Соха-Кольонія (пол. Socha-Kolonia) — село в Польщі, у гміні Варта Серадзького повіту Лодзинського воєводства.
Населення — 107 осіб (2011).
У 1975-1998 роках село належало до Серадзького воєводства.

## Демографія
Демографічна структура станом на 31 березня 2011 року:
|          | Загалом | Допрацездатний вік | Працездатний вік | Постпрацездатний вік |
| -------- | ------- | ------------------ | ---------------- | -------------------- |
| Чоловіки | 48      | 15                 | 29               | 4                    |
| Жінки    | 59      | 11                 | 30               | 18                   |
| Разом    | 107     | 26                 | 59               | 22                   |